# Гжегож Кусвік
Гжегож Кусвік (пол. Grzegorz Kuświk, нар. 23 травня 1987, Острув-Великопольський) — польський футболіст, нападник клубу «Зеніт» (Мендзибуж).
Відомий за виступами за клуби ГКС (Белхатув) та «Рух» (Хожув).

## Ігрова кар'єра
Народився 23 травня 1987 року в місті Острув-Великопольський. Вихованець футбольної школи нижчолігового клубу «Гавін» з Крулевської Волі, у якому дебютував у 2004 році.
У найвищому дивізіоні польського футболу дебютував 2007 року виступами за команду клубу ГКС (Белхатув), в якій провів п'ять сезонів, взявши участь у 43 матчах чемпіонату.
На початку 2012 року був відданий на шість місяців у оренду до клубу КС «Польковіце».
Після повернення з оренди перейшов до клубу «Рух» (Хожув). Відтоді встиг відіграти за команду з Хожува 88 матчів у національному чемпіонаті.
Із початку сезону 2015—2016 років перейшов до складу клубу «Лехія» з Гданська. Відіграв за клуб 79 матчів у польській Екстраклясі, у яких 19 разів відзначився забитими м'ячами. У 2018 році став гравцем клубу «Сталь» (Мелець), після нетривалого перебування в якому перейшов до плоцької «Вісли». У 2020 році Кусвік став гравцем «Стоміла» з Ольштина. У 2021 році футболіст перейшов до клубу «Зеніт» (Мендзибуж).